# Теурень (Харгіта)
Теурень, Теурені (рум. Tăureni) — село у повіті Харгіта в Румунії. Входить до складу комуни Фелічень.
Село розташоване на відстані 213 км на північ від Бухареста, 43 км на захід від М'єркуря-Чука, 139 км на південний схід від Клуж-Напоки, 73 км на північ від Брашова.

## Населення
За даними перепису населення 2002 року у селі проживали 433 особи, усі — угорці. Усі жителі села рідною мовою назвали угорську.